# Stehenáčovití
Čeleď stehenáčovití (Oedemeridae) je skupina brouků, obecně známých v anglicky mluvících zemích jako false blister beetles (nepraví puchýřníci), někteří entomologové je označují jako pollen-feeding beetles (pyložravé brouky). Čeleď obsahuje kolem 100 rodů 1 500 druhů, jejichž larvy jsou nalézány v hnijícím dřevu a dospělí brouci (imaga) spíše na květech.

## Charakteristika
Stehenáčovití jsou štíhlí brouci střední velikosti s měkkým tělem a jsou nalézáni většinou na květech a listoví rostlin. Hlava je bez úzkého krku, tykadla jsou dlouhá a nitkovitá. Krovky se dozadu zužují, u některých druhů odhalují křídla. Samci mají tlustá stehna na zadních končetinách, odtud je české jméno brouků a čeledi.

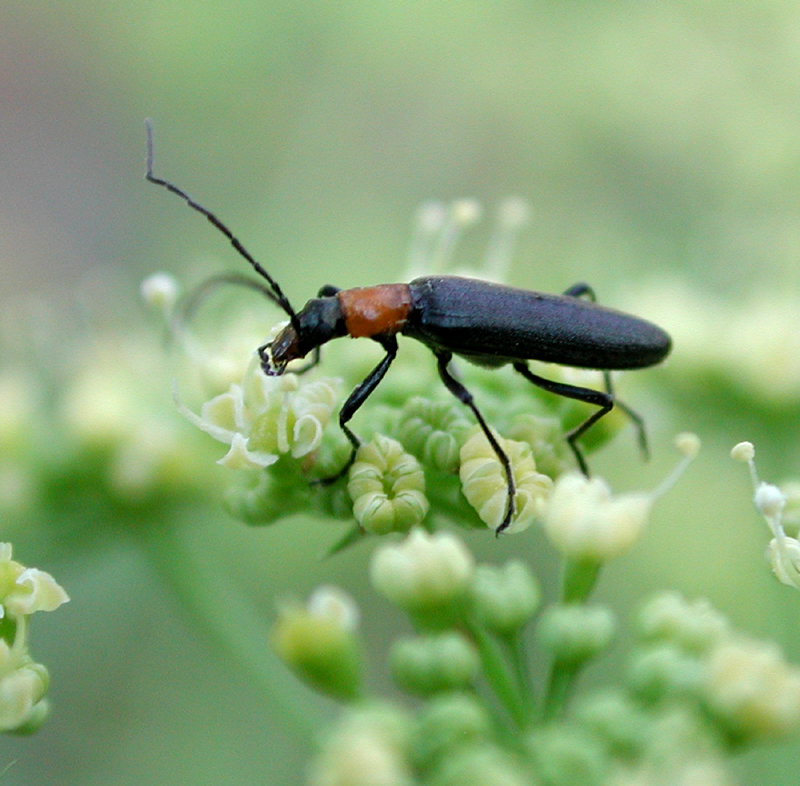
Stehenáč na květu petržele